# Carapelia tarantuloides
Carapelia tarantuloides là một loài thực vật có hoa trong họ La bố ma. Loài này được (Dyer) Rowley mô tả khoa học đầu tiên năm 1972.